# Геомагнітна буря січня 1938
Геомагнітна буря 25–26 січня 1938 року (також відома як Фатімська буря) — потужна сонячна буря, яка відбулася 16-26 січня 1938 з піками активності 22, 25 та 26 січня. Вона була частиною 17-го сонячного циклу. Оскільки Європа та Північна Америка тоді ще були слабко електрифіковані, ночами будо добре видно спричинені бурею полярні сяйва. Надзвичайно яскраві арки багряного світла з мінливим сяйвом зеленого, синьо-білого та червоного кольорів випромінювалися з блискучої корони поблизу зеніту, а не з'являлися, як зазвичай, паралельними лініями. Багато людей, особливо католики, вважали, що це полярне сяйво, було здійсненням пов'язане з Фатімського пророцтва й вістувало початок Другої світової війни.

## Полярне сяйво
25–26 січня 1938 року небо було освітлене полярним сяйвом, видимим по всьому світу. У Європі таких яскравих полярних сяйв не бачили з 1709 року, а в Америці — з 1888 року. Буря викликала такі яскраві зелені й червоні сяйва, що багато людей прийняли її за пожежу. Полярне сяйво спостерігали від крайньої півночі Канади аж до Південної Каліфорнії й Бермудських островів та від північної Шотландії до Сицилії, Гібралтару та Португалії.
Найяскравіші полярні сяйва спостерігали в Канаді ночами від 24 до 26 січня. У Зальцбурзі в Австрії мешканці викликали пожежну службу, бо подумали, що сталась пожежа. Вночі гучно дзвонили тривожні дзвони, що спричиняло ще більшу паніку. Деякі жителі так перелякались, що втекли з міста до сільської місцевості. Такий самий переляк спостерігався в Лондоні, де багато мешканців подумали, що горять цілі вулиці, навіть охоронці Віндзорського замку викликали пожежну команду, щоб загасити уявну «пожежу». У Швейцарії засніжені вершини Швейцарських Альп яскраво світилися та відбивали промені полярного сяйва. У Дескансо, Сан-Дієго, Національна лісова служба отримала сповіщення в ніч на 22 січня про «велику пожежу в глушині», але після перевірки вони виявили, що це було багряне полярне сяйво на північній стороні неба, якого не бачили в цьому регіоні з лютого 1888 року. На Бермудських островах багато людей вважали, що в морі горить величезне вантажне судно. Капітани пароплавів телефонували на радіостанції, щоб дізнатися, чи є сигнали SOS і чи можуть вони допомогти.
На початку січня над Лондоном стояли густі хмари. Лондонська Королівська обсерваторія в Гринвічі змогла спостерігати велику сонячну пляму 15 січня завдяки короткочасному розриву між хмарами. Сонячна пляма знаходилася на широті +19° і в максимумі покривала площу близько 0,003 сонячної півкулі. Пляма була схожа на іншу пляму, спостережувану в жовтні 1937 року. Та сонячна пляма була найбільшою сонячною плямою від початку спостережень, перевершивши сонячну пляму геомагнітної бурі травня 1921 року, яка доти була найбільшою відомою сонячною плямою. Магнітну сонячну бурю виявили 16 січня близько 22:30 за Гринвічем нині неіснуючою магнітною обсерваторією Абінгер у графстві Суррей, Англія. Швидка послідовність сонячних спалахів, які створили великі геомагнітні збурення, досягла Землі вранці 22 січня. 25 січня, за день після того, як велика сонячна пляма зникла за західним лімбом Сонця, приблизно опівдні розпочався раптовий і швидкий шквал високочастотних хвиль, який досяг нового рекордного максимуму ввечері. Великі магнітні збурення в Абінгері реєстрували від 17:00 до 03:00 ранку 26 січня, з максимумами 25 січня о 20:00 і 21:30.
Свідок події Б. А. Кін, колишній президент Королівського метеорологічного товариства, так описав цю подію: «У Гарпендені це видовище спостерігалося з 18:45 до півночі. Ранні стадії проявлялися як червоне сяйво на північному заході, а потім на північному сході, з низькою широкою зеленою дугою між ними. Площа світного неба збільшилася, і до 20:30 зелений колір з червоними ділянками поширився далеко на південь від Оріона. До 23:00, здавалося, було три періоди яскравого явища: перший, і, ймовірно, найкращий, о 19:45, коли яскраво-червоне сяйво на північно-північному сході перетиналося багатьма чітко окресленими зеленими та білими смугами, о 20:30, особливо на сході; і знову о 21:45, коли між північним сходом і північним заходом з'явилися дифузні та швидко змінні зелені смуги, спрямовані до зеніту. Після цього світність зменшилася, але й о 23:00 ще було чітко видно широку зелену дугу, простягнуту з північного заходу до північний схід. Близько півночі почалося четверте видовище з червоними смугами на північному заході, які простягалися, доки не утворилася широка червона смуга, що проходила через зеніт на північний схід. О 01:00 все ще було видно слабке червоне та зелене сяйво».

## Геомагнітна буря
Вплив сонячної бурі на електросистеми був обмеженим, оскільки на той час електрика ще не була розвинена до сучасних технологічних стандартів. У Канаді майже на 12 годин було припинено короткохвильове радіомовлення. В Англії лінія сигнального обладнання на експрес-поїздах Манчестер-Шеффілд була непрацездатною через електричні завади, і рух цих вугільних потягів зупинили з міркувань безпеки. Через перебоїв з електрикою системи телетайпу в офісах Western Union у Нью-Йорку почали видавати беззмістовні дані.

## Фатімське пророцтво
Деякі римо-католики стверджують, що геомагнітна буря 25–26 січня 1938 року стала виконанням пророцтва черниці-кармелітки, Лусії душ Сантуш. За 21 рік до того Лусія та її двоюрідні брат і сестра нібито пережили об'явлення постаті, відомої нині як Мати Божа Фатімська. Діти стверджували, що привид розповів їм три таємниці, які мають бути розкриті пізніше. Другий секрет нібито був пов'язаний з початком Другої світової війни: «Коли ви побачите ніч, освітлену невідомим світлом, знайте, що це великий знак, даний вам Богом, що він збирається покарати світ за його злочини…» Люсія писала, що це полярне сяйво виконало пророцтво, і наполягала, що воно не було природним явищем. Деякі католицькі організації, такі як Блакитна армія Богоматері Фатімської, також вірили, що буря мала надприродне походження, хоча січень 1938 року була лише за вісім місяців після останнього сонячного максимуму, досягнутого в квітні 1937 року. Втім інші католики вважали, що полярне сяйво насправді було природним явищем, а пророцтво про «невідоме світло» ще попереду.